# المقاتل النهائي: أمريكا اللاتينية 2
المقاتل النهائي: بطولة الأبطال النهائية (بالإنجليزية: The Ultimate Fighter: Tournament of Champions)‏ كان جزءًا من المسلسل التلفزيوني الواقعي المقاتل النهائي من إنتاج يو إف سي. كانت هذه هي السلسلة التاسعة الدولية والثانية التي تعرض بشكل أساسي مقاتلين من أمريكا اللاتينية.